# Ammonios Hermeiou

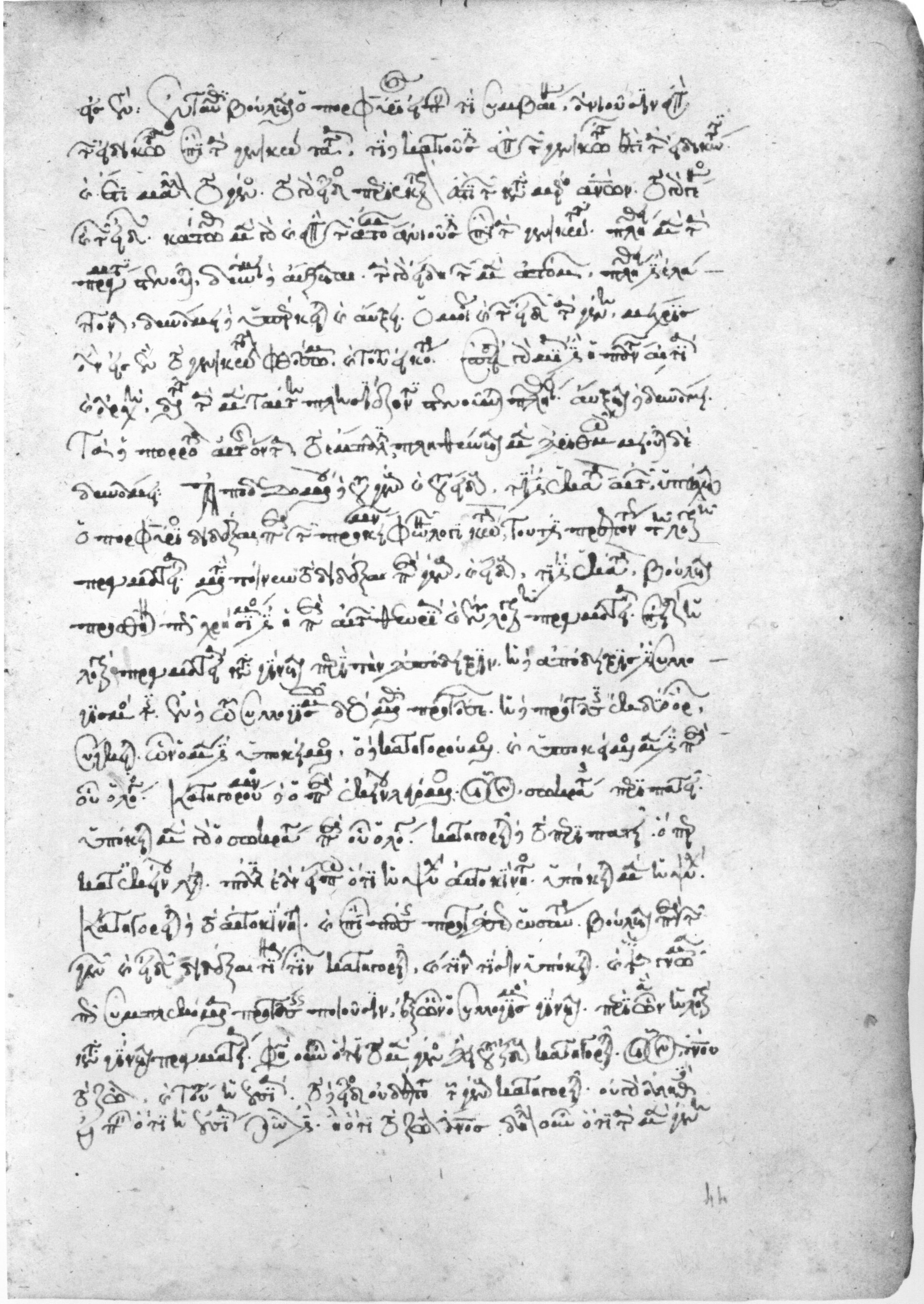
Eine Seite einer 1290/1291 geschriebenen Handschrift von Ammonios’ Isagoge-Kommentar. Florenz, Biblioteca Medicea Laurenziana, Plut. 71,35, fol. 44r

Ammonios Hermeiou (altgriechisch Ἀμμώνιος τοῦ Ἑρμείου Ammṓnios tou Hermeíou, auch Ammonios von Alexandria, lateinisch Ammonius Hermiae; * zwischen 435 und 450 in Alexandria; † vermutlich nach 517) war ein einflussreicher spätantiker Philosoph. Er gehörte der damals in der Philosophie dominierenden neuplatonischen Richtung an. Sein zur Unterscheidung von gleichnamigen Philosophen dienender Beiname Hermeiou bedeutet Sohn des Hermeias.
Ammonios studierte in Athen. Nach dem Abschluss seiner Ausbildung kehrte er in seine Heimatstadt Alexandria zurück, wo er Unterricht erteilte und eine Tradition der Aristoteles-Kommentierung begründete, die von seinen Schülern fortgesetzt wurde. Er kommentierte auch die Isagoge, eine sehr verbreitete Einführung des Neuplatonikers Porphyrios zu den Kategorien, einer grundlegenden Schrift des Aristoteles zur Logik. Da sich Ammonios nicht zur christlichen Staatsreligion bekannte, wurde er in einen Konflikt der paganen Neuplatoniker mit dem Patriarchen von Alexandria verwickelt, den er jedoch durch eine Vereinbarung mit dem Patriarchen für sich und seine Schule beilegen konnte.

## Leben

### Herkunft, Ausbildung und Lehrtätigkeit
Die Geburt des Ammonios wird nach einer älteren Forschungsmeinung zwischen 435 und 445, nach einem neueren Ansatz zwischen 437 und 450 datiert. Sein Vater war der ägyptische Neuplatoniker Hermeias von Alexandria, seine Mutter Aidesia, eine Verwandte des Philosophen Syrianos, der in den 430er Jahren die renommierte Athener Philosophenschule als Scholarch leitete. Hermeias hatte Aidesia in Athen kennengelernt, als er dort bei Syrianos studierte. Die Athener Schule, die an die Tradition der Platonischen Akademie anknüpfte, war damals das bedeutendste Zentrum des Platonismus und daher für Lernbegierige aus Ägypten attraktiv.
Hermeias kehrte nach dem Ende seiner Studienzeit in seine Heimatstadt Alexandria zurück. Dort erhielt er eine Anstellung als öffentlich besoldeter Philosophielehrer. Mit seiner Gattin Aidesia hatte er drei Söhne, von denen der älteste im Alter von sieben Jahren starb. Ammonios war der zweitälteste. Hermeias starb wohl um 450.
Nach dem Tod des Hermeias setzte die Witwe Aidesia durch, dass seine Stelle nicht neu besetzt wurde, sondern für seine beiden überlebenden Söhne, Ammonios und dessen jüngeren Bruder Heliodoros, reserviert blieb. Die Brüder standen noch in jugendlichem Alter. Die Stadt Alexandria zahlte das Gehalt des Verstorbenen als Unterhalt für seine Söhne weiter. Aidesia übersiedelte mit ihren Kindern nach Athen, um ihnen die bestmögliche philosophische Ausbildung zu verschaffen. In der Athener Philosophengemeinschaft wurden Ammonios und Heliodoros Schüler des berühmten Neuplatonikers Proklos, der die Nachfolge des Syrianos angetreten hatte. Ammonios tat sich besonders in Geometrie und Astronomie hervor.
Nach der Studienzeit, die fünf bis sechs Jahre gedauert haben dürfte, ließen sich Aidesia und ihre Söhne wieder in Alexandria nieder. Während Heliodoros als Astronom tätig war – von einer philosophischen Aktivität ist nichts bekannt –, wurde Ammonios Lehrer. Er konnte wohl die freigehaltene Stelle seines Vaters übernehmen. Neben Philosophie unterrichtete er auch Geometrie und Astronomie; insbesondere behandelte er in seinen Lehrveranstaltungen die Astronomie des Ptolemaios. Im Mittelpunkt seines Philosophieunterrichts standen die Lehren Platons und des Aristoteles. Daneben beteiligte sich Ammonios an den astronomischen Forschungen seines Bruders.
Zu Ammonios’ Schülern zählte der namhafte Neuplatoniker Damaskios, der – damals noch sehr jung – in eine nähere Beziehung zu der Philosophenfamilie trat; offenbar stand er Aidesia nahe, denn er hielt ihr die Grabrede, die er mit Versen schmückte. Später verfasste Damaskios die Philosophische Geschichte (früher Vita Isidori genannt), welche die Hauptquelle für das Leben des Ammonios ist; sie ist allerdings nur fragmentarisch erhalten. Nach den Angaben des Damaskios war Ammonios sehr fleißig, und seine Aristoteles-Kommentierung war die hilfreichste von allen.
Ausgrabungen in Alexandria, über die 2007 berichtet wurde, haben Überreste eines ausgedehnten Gebäudekomplexes freigelegt, den möglicherweise neben anderen Lehrern auch Ammonios für seine Lehrveranstaltungen nutzte.
Dass Ammonios 517 noch am Leben war, wird in der Forschung gewöhnlich angenommen, doch einen Beweis dafür gibt es nicht. Auch für die in der Forschungsliteratur mitunter wiedergegebene Annahme, dass er 526 bereits verstorben war, fehlt ein eindeutiger Beleg. Ein Indiz bietet der Umstand, dass sein Schüler Olympiodoros der Jüngere 565 noch aktiv war; dies spricht dafür, dass Ammonios zumindest im zweiten Jahrzehnt des 6. Jahrhunderts noch Unterricht erteilt hat.

### Religionspolitische Haltung
Zwischen der christlichen Bevölkerungsmehrheit Alexandrias und den Anhängern traditioneller Kulte, zu denen die Neuplatoniker gehörten, bestanden schwere Spannungen, die sich gewaltsam entluden und auch zu behördlichen Maßnahmen gegen die Philosophen führten. Ammonios gehörte von Haus aus zu der religiösen Minderheit. Als prominenter Philosophielehrer wurde er in den Konflikt verwickelt, obwohl er sich nicht religiös exponiert hatte und auch Christen als Schüler akzeptierte. Der Verlauf der Auseinandersetzung ist in den Einzelheiten unklar; das Verständnis der Vorgänge wird dadurch erschwert, dass die erhaltenen Bruchstücke von Damaskios’ Philosophischer Geschichte teilweise schwer einzuordnen und zu deuten sind und Damaskios den Charakter seines ehemaligen Lehrers, in dem er einen Verräter sah, sehr negativ beurteilte.
Sicher ist, dass es zu einer Verfolgung von Philosophen kam, die der religiösen Minderheit angehörten. Der Religionskonflikt in Alexandria hatte sich im Lauf der achtziger Jahre verschärft, bis 488/89 Kaiser Zenon eingriff. Auf Betreiben des Patriarchen Petros III. Mongos von Alexandria wurde ein kaiserlicher Sonderbeauftragter namens Nikomedes zur Untersuchung von Anschuldigungen gegen die Philosophielehrer nach Alexandria geschickt, worauf manche Gelehrte untertauchten; andere wurden verhaftet und gefoltert. Das hatte zur Folge, dass der zuvor vielfältig blühende Unterrichtsbetrieb der Neuplatoniker großenteils zum Erliegen kam. Ammonios war der einzige nichtchristliche Philosophielehrer, der die Krise unbehelligt überstand. Er konnte seine Lehrtätigkeit erfolgreich fortsetzen, nachdem er eine Einigung mit der Kirche erzielt hatte. Der Umstand, dass er von sich aus keinen religiösen Eifer zeigte, erleichterte die Verständigung. Die religiöse Dimension des Neuplatonismus, die beispielsweise für seinen Lehrer Proklos und für seinen Schüler Damaskios eine zentrale Rolle spielte, scheint ihm fremd gewesen zu sein.
Damaskios behauptete, Ammonios sei als Opportunist nur an seinem persönlichen Vorteil interessiert gewesen; er habe aus Habsucht eine Übereinkunft mit dem Patriarchen getroffen. In der Forschung ist die Möglichkeit erwogen worden, dass Ammonios verriet, wo sich geflohene Philosophen versteckt hielten. Dies geht aber aus den erhaltenen Fragmenten von Damaskios’ Werk nicht hervor und ist unwahrscheinlich. Möglicherweise bezieht sich der Vorwurf der Habgier auf ein Bestreben des Philosophielehrers, seine öffentliche Besoldung nicht zu verlieren. Zu den finanziellen Verhältnissen berichtete Damaskios in anderem Zusammenhang, dass Ammonios’ Mutter Aidesia, die für ihre Großzügigkeit bekannt war, ihren Söhnen eine Schuldenlast hinterließ.
Der Inhalt der Vereinbarung zwischen Ammonios und dem Patriarchen ist unbekannt; sicher ist nur, dass sie dem Philosophielehrer fortan einen ungestörten Unterrichtsbetrieb ermöglichte. Früher fand in der Forschung die Hypothese Anklang, Ammonios habe zugesagt, sich im Unterricht auf Aristoteles zu konzentrieren, da dessen Lehre den Christen weniger Angriffsflächen geboten habe als der stärker mit der alten Religion verknüpfte Platonismus. Tatsächlich behandeln sämtliche überlieferten Werke des Ammonios aristotelische Philosophie. Die Annahme, dass dies auf die Vereinbarung zurückzuführen sei, ist allerdings spekulativ und nach heutigem Forschungsstand nicht überzeugend. In der Forschung ist sogar vermutet worden, dass Ammonios zum Christentum konvertierte, doch hat sich diese Hypothese als nicht plausibel erwiesen. Richard Sorabji glaubt, dass Ammonios in erster Linie einen Verzicht auf Kultpraktiken in seiner Schule zusagte.
In der älteren Forschung wurde betont, dass in Alexandria, wo Christen am Unterricht eines Neuplatonikers teilnehmen konnten, in gebildeten Kreisen das Verhältnis zwischen den Religionen generell entspannter gewesen sei als in Athen, wo die Neuplatoniker eine militant antichristliche Haltung einnahmen. In Athen habe man die Philosophie eng mit paganer Theologie und mit Kultpraktiken verbunden, in Alexandria vorwiegend religiös neutrale Themenbereiche gepflegt und weniger metaphysische Spekulation betrieben. Dieser Unterschied diente auch als Erklärung dafür, dass die Schule in Athen schließlich behördlich geschlossen wurde, während in Alexandria der Philosophieunterricht den Untergang der Überreste der alten Religion überdauerte. Heute werden die komplexen Verhältnisse jedoch differenzierter betrachtet. Die beiden Zentren standen ideell und personell in regem Austausch, eine Reihe von Philosophen waren im Lauf ihres Lebens an beiden Orten studierend oder lehrend tätig. Konsequente Gegner des Christentums gab es unter den Philosophen in Alexandria ebenso wie in Athen, wie die in den Quellen geschilderten Spannungen und Konflikte zeigen.
Eine entscheidende Rolle spielte jedenfalls in Alexandria die Weichenstellung, die Ammonios unter dem Gesichtspunkt seiner persönlichen Prioritäten vornahm. Er war offenbar nicht von starken religiösen Überzeugungen geleitet, sondern war in erster Linie Gelehrter. Daher konnte er sich leichter als andere Neuplatoniker mit den bestehenden Verhältnissen arrangieren und so den Fortbestand des Unterrichtsbetriebs sichern.

## Werke
Überliefert sind Kommentare zu De interpretatione, zu den Kategorien, zu den Analytica priora (unvollständig) und zur Isagoge, einer von dem Neuplatoniker Porphyrios verfassten Einführung zu Aristoteles’ Kategorien. Den Kommentar zu De interpretatione redigierte und publizierte Ammonios selbst; bei den anderen Kommentaren handelt es sich um Aufzeichnungen von Schülern aus seinem Unterricht, die unter seinem Namen in Umlauf gebracht wurden, bei denen aber mit Anreicherung durch nicht authentisches Material zu rechnen ist. Außerdem veröffentlichten seine Schüler Johannes Philoponos und Asklepios von Tralleis unter ihren eigenen Namen Kommentare zu Werken des Aristoteles und zur Einführung in die Arithmetik des Nikomachos von Gerasa, deren Ausgangsmaterial Mitschriften aus seinen Lehrveranstaltungen waren. Dadurch sind auch die Grundzüge von Ammonios’ Kommentierung weiterer Schriften des Aristoteles überliefert: Metaphysik, Physik, Meteorologica, Analytica posteriora, De anima und De generatione et corruptione.
Bis auf kurze Fragmente verloren sind einige in späterer Literatur erwähnte Werke des Ammonios, darunter ein Kommentar zur Topik des Aristoteles und eine Schrift über die hypothetischen Schlüsse. Eine Abhandlung behandelte die Gottesvorstellung des Aristoteles, in einer anderen ging Ammonios auf eine Stelle in Platons Dialog Phaidon ein, wobei er sich gegen die Behauptung wandte, Platon sei Skeptiker gewesen. Olympiodoros der Jüngere berichtet, dass Ammonios im Unterricht Platons Gorgias behandelte; dies ist aber kein Beleg dafür, dass er einen Kommentar zu diesem Dialog verfasste.
Eine verschollene, von Johannes Philoponos erwähnte Schrift des Ammonios über das Astrolabium ist anscheinend im 20. Jahrhundert aufgetaucht; Christos Soliotis meint, es handle sich dabei um einen Text, den er in zwei Handschriften der Österreichischen Nationalbibliothek entdeckt und 1987 veröffentlicht hat.

## Lehre
Ammonios betont seine Unabhängigkeit. Er stellt fest, ein Kommentator habe nicht von vornherein alles, was er kommentiert, für wahr zu halten, sondern solle alle Behauptungen kritisch prüfen und sich nötigenfalls auch gegen sie wenden.

### Metaphysik und Kosmologie
Nach der in Neuplatonikerkreisen seit Porphyrios vorherrschenden Sicht der Philosophiegeschichte besteht zwischen Platon und Aristoteles eine grundsätzliche Übereinstimmung. Davon geht auch Ammonios aus. Er hält die Unterschiede zwischen den Lehrmeinungen dieser beiden erstrangigen Autoritäten für scheinbar; Aristoteles habe nicht die Ontologie Platons bekämpft, sondern nur deren irrige Deutung bei manchen Platonikern. Die Metaphysik des Ammonios steht im Einklang mit den Grundüberzeugungen der spätantiken Neuplatoniker. Gemäß der neuplatonischen Lehre von der intelligiblen Welt und deren Gliederung in Hypostasen (Seinsstufen) unterscheidet er im Gegensatz zu den Christen zwischen dem Einen (höchste Gottheit, oberstes Prinzip) und dem Demiurgen (Schöpfer), den er für den (indirekten) Urheber der sinnlich wahrnehmbaren Dinge hält. Er verwendet zwar für beide die Bezeichnung „der Gott“, wo der Zusammenhang keine Differenzierung erfordert, doch bedeutet dies nicht, dass er sie gleichsetzt. In der Gottheit des Aristoteles, dem „unbewegten Beweger“, sieht Ammonios sowohl die Zweckursache als auch die Wirkursache des Kosmos. Mit dieser Annahme versucht er einen Einklang der aristotelischen Theologie mit der platonischen aufzuzeigen. Die Existenz der Welt betrachtet er als notwendige Konsequenz aus der Güte des Demiurgen. Wegen der Zeitunabhängigkeit dieser Notwendigkeit hält er die Welt für ewig, lehnt also die christliche Vorstellung einer Weltentstehung in der Zeit ab. Wäre der Kosmos zu einem bestimmten Zeitpunkt entstanden, so hätte Gott in der Zeit einen Beschluss gefasst und somit eine Meinungsänderung vollzogen, was unmöglich sei, da es der Unwandelbarkeit seiner Natur widerspräche. Von einer Schöpfung könne man nur im Sinne einer Kausalität sprechen, nicht im Sinne eines bestimmten Vorgangs in der Zeit. Die Erschaffung der vergänglichen Dinge schreibt Ammonios nicht einer direkten Einwirkung des Demiurgen zu, sondern er nimmt dafür zuständige Zwischeninstanzen an; nur für die Existenz ewiger Entitäten im Kosmos sei der Demiurg die unmittelbare Ursache.
Auch in der Ideen- und Substanzenlehre unternimmt Ammonios eine Harmonisierung von Platon und Aristoteles, indem er die Kategorien-Schrift des Aristoteles platonisierend interpretiert. Die individuelle Substanz der konkreten Einzeldinge, die Aristoteles als die „erste“ bezeichnet, ist nach Ammonios’ Verständnis nur insofern die erste, als sie vom Menschen vor der „zweiten“ Substanz, der allgemeinen, erkannt wird. Es liegt demnach nur eine erkenntnistheoretische Priorität der Einzelsubstanz vor. Der Sache nach, „von Natur aus“, verhält es sich umgekehrt: Die früher erkennbare individuelle Substanz ist das „Spätere“ oder Zweite, weil sie vom ontologisch „Früheren“, der allgemeinen Substanz, konstituiert wird. Somit erhält bei Ammonios das Allgemeine den Vorrang vor dem Besonderen, der ihm nach der platonischen Philosophie zukommt. Das Allgemeine der für Aristoteles „zweiten“ Substanz wird also nicht als Produkt begrifflicher Abstraktion aufgefasst und bedarf nicht der Einzelsubstanzen zu seiner Existenz. Vielmehr wird von ihm ausgesagt, dass es gemäß einem Substrat „ist“. Demnach ist die Substanz, die Aristoteles die zweite nennt, aus ontologischer Sicht – das heißt in Wirklichkeit – die erste.

### Logik und Determinismusfrage
In der Logik ist Ammonios stark von seinem Lehrer Proklos beeinflusst; sein Kommentar zu De interpretatione beruht, wie er selbst mitteilt, auf Aufzeichnungen aus Proklos’ Unterricht, die er mit eigenen Ausführungen ergänzt. In diesem Kommentar äußert er sich zum Streit um den Determinismus. Dabei nimmt er insbesondere zu dem von Aristoteles im neunten Kapitel von De interpretatione vorgetragenen und verworfenen „Seeschlacht-Argument“ Stellung. Das oft diskutierte Argument geht von der Überlegung aus, dass die Aussage „Morgen wird eine Seeschlacht stattfinden“, wenn sie wahr sei, zeitunabhängig wahr sei und daher schon heute zutreffe; ihre Wahrheit stehe somit bereits vor dem Ereignis fest. Daraus wird gefolgert, dass das Ereignis determiniert sei. Ammonios lehnt wie Aristoteles den Determinismus ab; er versucht durch Unterscheidung zwischen definit (notwendig) und indefinit (einfach, nicht notwendig) wahren Aussagen eine Lösung zu finden. In der älteren Forschung wurde er zu den Anhängern der traditionellen „Standarddeutung“ gezählt, die meinen, dass für Aristoteles Aussagen über künftige Ereignisse weder wahr noch falsch sind, solange das Ereignis noch kontingent ist. Damit wird das Bivalenzprinzip, das nur die Wahrheitswerte „wahr“ und „falsch“ zulässt und jeder Aussage genau einen dieser Wahrheitswerte zuweist, eingeschränkt. Ohne diese Einschränkung müsste ein deterministisches Verständnis akzeptiert werden. Nach heutigem Forschungsstand ist jedoch davon auszugehen, dass Ammonios Aristoteles eine bivalente Nicht-Standard-Position zuschreibt und diese auch selbst vertritt. Nach dieser Position kann man an einer nichtdeterministischen Lehre festhalten, ohne die Bivalenz einschränken zu müssen; Aussagen über Künftiges sind zwar jederzeit wahr, aber nicht schon jetzt notwendig wahr. Außerdem geht Ammonios noch auf zwei weitere deterministische Argumente ein, die nicht bei Aristoteles vorkommen. Eines davon ist das „Schnitter-Argument“, das sich gegen die logische Zulässigkeit von zukunftsbezogenen Vielleicht-Aussagen richtet, das andere betrifft die Vorsehung. Ammonios meint, man könne den Göttern eine überzeitliche genaue Kenntnis der gesamten Zukunft zuschreiben, ohne dass diese Position zum Determinismus führen müsse. Die künftigen Ereignisse seien ihrer eigenen Natur nach kontingent, aus der Perspektive des überzeitlichen göttlichen Wissens jedoch feststehend. Für die Götter gebe es zwar eine Kenntnis der chronologischen Reihenfolge von Ereignissen, aber keine Unterscheidung von Vergangenheit und Zukunft. Da die Götter außerhalb der Zeit seien, seien ihnen kontingente Ereignisse der Zukunft zwar bekannt, doch nicht so, dass sie ihnen wie den Menschen als zukünftig erscheinen.

## Rezeption
Spätantike
Zu den Schülern des Ammonios gehörten berühmte Philosophen wie Damaskios, Simplikios, Olympiodoros der Jüngere und Johannes Philoponos sowie weniger bekannte Gelehrte wie Asklepios von Tralleis, ferner der spätere Bischof Zacharias von Mytilene (auch Zacharias Scholastikos oder Zacharias Rhetor genannt) und der prominente Arzt Gessios (Gesios) von Petra. Damaskios tadelte zwar in seiner Philosophischen Geschichte den Charakter seines Lehrers heftig, doch zollte er dessen außergewöhnlichem Fleiß und Wissen – insbesondere in der Astronomie und Geometrie – Anerkennung. Der starke Einfluss des Ammonios auf die Philosophie der Spätantike beruhte in erster Linie auf seiner Aristoteles-Kommentierung und machte sich auch über die Aristoteles-Kommentare seiner Schüler geltend, die ihre Aufzeichnungen aus seinen Lehrveranstaltungen verwerteten. Sein Kommentar zur Isagoge des Porphyrios wirkte sich auf die spätere Kommentierung dieses Werks aus. Im 6. Jahrhundert wies der Neuplatoniker David („David der Unbesiegbare“), ein wahrscheinlich aus Armenien stammender Schüler Olympiodoros’ des Jüngeren und Aristoteles-Kommentator, auf Lehrmeinungen des Ammonios hin und übernahm einiges aus dessen Gedankengut. So kam es zu einer armenischen Ammonios-Rezeption, denn Werke Davids waren nicht nur in den griechischen Originalfassungen verbreitet, sondern wurden auch ins Altarmenische übersetzt.
Zacharias von Mytilene verfasste einen Dialog Über die Erschaffung der Welt (De mundi opificio), in dem er Ammonios auftreten ließ. Das eigentlich aus fünf Dialogen bestehende Werk wird oft kurz Ammonios genannt. Die Rahmenhandlung bildet ein Gespräch des Autors mit einem von den Lehren des Ammonios beeinflussten christlichen Jüngling, den er von dieser Neigung abbringt. Es gelingt Ammonios nicht, die Lehre von der Ewigkeit der Welt überzeugend zu verteidigen. Zacharias behauptete, seine Darstellung fuße auf wirklichen Gesprächen, die er in Alexandria mit seinem Lehrer Ammonios geführt habe. Er warf Ammonios vor, den Gegensatz zwischen Platon und Aristoteles zu vertuschen. Dies war ein gängiger Streitpunkt zwischen Christen und Neuplatonikern; die Christen betonten die Meinungsverschiedenheiten der paganen Philosophen, um deren Lehren zu diskreditieren, während die Neuplatoniker ein einheitliches, stimmiges platonisch-aristotelisches System postulierten.
Ein Einfluss des Ammonios auf die lateinischen Aristoteles-Kommentare des Boethius und sogar ein Studienaufenthalt des Boethius in Alexandria wurde in der älteren Forschung vermutet, doch konnte sich diese Ansicht nicht durchsetzen. Jean-Yves Guillaumin trug die Hypothese vor, Boethius habe für seine Schrift De institutione arithmetica die auf Ammonios’ Unterricht fußende alexandrinische Kommentierung der Einführung in die Arithmetik des Nikomachos von Gerasa herangezogen.
Mittelalter
Byzantinische Gelehrte benutzten die Kommentare des Ammonios zur aristotelischen Logik. Im 9. Jahrhundert zog Photios bei der Erläuterung der Kategorien das einschlägige Werk des alexandrinischen Neuplatonikers heran, im 11. Jahrhundert verwendete es der unbekannte Autor des Synoptikon syntagma tes philosophias, eines Kompendiums zur Logik. Die Nachwirkung des Kommentars zu De interpretatione ist in anonymen byzantinischen Scholien erkennbar.
In der arabischsprachigen Welt des Mittelalters war Ammonios als Aristoteles-Kommentator bekannt. Sein Kommentar zur Isagoge des Porphyrios wurde ins Syrische und ins Arabische übersetzt. Der Philosoph al-Fārābī wies auf seine Argumentation zur Schöpfungslehre hin. Al-Fārābī kannte die Metaphysik des Alexandriners; vermutlich benutzte er eine auf Ammonios zurückgehende, heute verlorene Einleitung zum Corpus Aristotelicum. Für Avicennas Werke zur Metaphysik wird in der Forschung ein beträchtlicher Einfluss von Ammonios’ Aristoteles-Kommentierung angenommen.
Zu Unrecht wurde Ammonios die doxographische Schrift Über die Ansichten der Philosophen zugeschrieben. Dieses nur in einer einzigen Handschrift überlieferte Werk fußt zwar auf antiken Quellen, stammt aber von einem arabischen Philosophen des 9. Jahrhunderts (Pseudo-Ammonios).
Wohl im 12. Jahrhundert wurden die Kommentare des Ammonios zu den Kategorien und zur Isagoge ins Georgische übersetzt; die älteste erhaltene Handschrift stammt aus dem 13. Jahrhundert.
Eine starke Nachwirkung erzielte bei den mittelalterlichen Philosophen die Lehre des Ammonios und seiner Schule von den Allgemeinbegriffen, die man im Mittelalter Universalien nannte. Dabei wird eine Dreiteilung der Universalien vorgenommen:
- die platonischen Ideen, die „vor den Vielen“ existieren, das heißt vor den Einzeldingen und somit unabhängig von ihnen; in der mittelalterlichen Terminologie universalia ante rem
- die Formen „in den Vielen“, das heißt das, was der Materie der Einzeldinge deren jeweilige Eigenschaften verleiht; in der mittelalterlichen Terminologie universalia in re
- die Begriffe, die im menschlichen Geist „nach den Vielen“ vorhanden sind, das heißt nachdem sie durch einen Abstraktionsprozess aus den Sinneseindrücken abgeleitet wurden; in der mittelalterlichen Terminologie universalia post rem.

Dieses Konzept wurde im Byzantinischen Reich allgemein akzeptiert und auch von Avicenna übernommen. Im Westen rezipierte es Albertus Magnus, der seinerseits spätere Denker beeinflusste.
Wilhelm von Moerbeke übersetzte 1268 den Kommentar des Ammonios zu De interpretatione ins Lateinische. In dieser lateinischen Fassung war das Werk Thomas von Aquin zugänglich, der es für seinen eigenen Kommentar verwertete.
Neuzeit

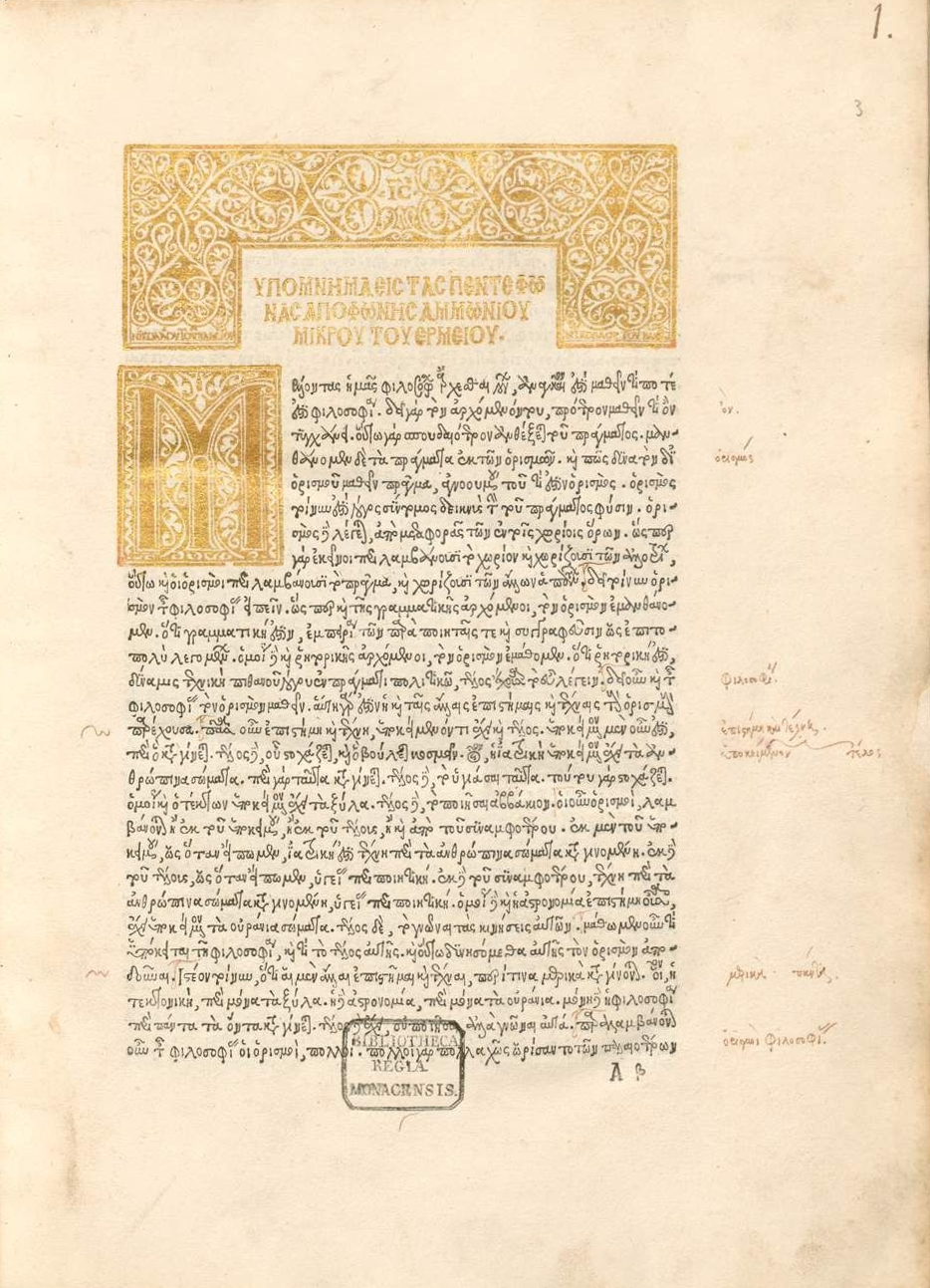
Die erste Seite der Erstausgabe von Ammonios’ Isagoge-Kommentar, Venedig 1500

Die Erstausgabe von Ammonios’ Kommentar zur Isagoge erschien 1500 bei dem venezianischen Verleger Nikolaos Vlastos; der Herausgeber war der aus Kreta stammende Gelehrte Zacharias Kallierges. Der Humanist Pomponio Gaurico fertigte eine lateinische Übersetzung dieses Werks an, die erstmals 1504 in Venedig veröffentlicht und im 16. Jahrhundert mehrmals nachgedruckt wurde. 1503 erschien bei Aldus Manutius in Venedig die erste Ausgabe des Kommentars zu De interpretatione.
In der modernen Forschung wird gewürdigt, dass Ammonios wesentliche Akzente setzte, indem er dem schroff antichristlichen Kurs seiner athenischen Kollegen nicht folgte und die Aristoteles-Studien besonders betonte. Koenraad Verrycken gelangt zu dem Ergebnis, Ammonios habe gegenüber der sehr komplexen Metaphysik der athenischen Neuplatoniker Zurückhaltung praktiziert und ein vereinfachtes, eher an der aristotelischen Denkweise orientiertes System bevorzugt. Er habe einerseits die Metaphysik des Aristoteles „neuplatonisiert“, andererseits aber auch den Neuplatonismus „aristotelisiert“. Ähnlich urteilt Matthias Perkams, der von einem „neuplatonischen Aristotelismus“ in der Ammonios-Schule spricht. Perkams meint, die philosophische Leistung des Ammonios sei zwar „eher integrativ als originell“, doch sei er auch zu originellen Neudeutungen in der Lage gewesen und habe damit „eine systematisch recht geschlossene Theorie erreicht“. Dabei sei ihm seine Fähigkeit, verschiedene Aspekte eines Problems geschickt miteinander zu verbinden, zustattengekommen.
1976 wurde der Mondkrater Ammonius nach dem antiken Gelehrten benannt.

## Ausgaben und Übersetzungen der Werke

### Ausgaben
- Adolf Busse (Hrsg.): Ammonius: In Porphyrii isagogen sive V voces (= Commentaria in Aristotelem Graeca Bd. 4 Teil 3). Georg Reimer, Berlin 1891 (kritische Ausgabe)
- Adolf Busse (Hrsg.): Ammonius: In Aristotelis categorias commentarius (= Commentaria in Aristotelem Graeca Bd. 4 Teil 4). Georg Reimer, Berlin 1895 (kritische Ausgabe)
- Adolf Busse (Hrsg.): Ammonius: In Aristotelis de interpretatione commentarius (= Commentaria in Aristotelem Graeca Bd. 4 Teil 5). Georg Reimer, Berlin 1897 (kritische Ausgabe)
- Max Wallies (Hrsg.): Ammonii in Aristotelis analyticorum priorum librum I commentarium (= Commentaria in Aristotelem Graeca Bd. 4 Teil 6). Georg Reimer, Berlin 1899 (kritische Ausgabe)
- Christos Soliotis (Hrsg.): Unpublished Greek texts on the use and construction of Astrolabe. In: Praktika tes Akademias Athenon 61/1 (1986), 1987, S. 423–454 (S. 430–434 kritische Ausgabe der Ammonios zugeschriebenen Abhandlung über das Astrolabium; Einleitung des Herausgebers griechisch mit englischer Zusammenfassung)

### Übersetzungen
englisch
- Ammonius: On Aristotle On Interpretation 1–8, übersetzt von David Blank, 2. Auflage, Bloomsbury, London 2014, ISBN 978-1-4725-5844-2
- Ammonius: On Aristotle On Interpretation 9, übersetzt von David Blank, Duckworth, London 1998, ISBN 0-7156-2691-4
- Ammonius: On Aristotle Categories, übersetzt von Marc Cohen, Gareth B. Matthews, 2. Auflage, Bloomsbury, London 2013, ISBN 978-0-7156-2253-7
- Ammonius: Interpretation of Porphyry’s Introduction to Aristotle’s Five Terms, übersetzt von Michael Chase, Bloomsbury, London 2020, ISBN 978-1-350-08922-8

französisch
- Les Attributions (Catégories): le texte aristotélicien et les prolégomènes d’Ammonios d’Hermeias, übersetzt von Yvan Pelletier, Bellarmin, Montréal 1983, ISBN 2-89007-473-0

georgisch (mittelalterlich)
- Maïa Rapava (Hrsg.): T'xzulebebi k'art'ul mcerlobaši: Amonios Ermisis t'xzulebebi k'art'ul mcerlobaši (Die Werke des Ammonios Hermeiou in der georgischen Literatur). Tbilisi 1983 (kritische Ausgabe der georgischen Übersetzungen)

lateinisch (mittelalterlich)
- Gérard Verbeke (Hrsg.): Ammonius: Commentaire sur le Peri Hermeneias d’Aristote. Traduction de Guillaume de Moerbeke (= Corpus Latinum commentariorum in Aristotelem Graecorum 2). Publications Universitaires de Louvain, Louvain 1961

lateinisch (humanistisch)
- Rainer Thiel, Charles Lohr (Hrsg.): Ammonius Hermeae: Commentaria in quinque voces Porphyrii, übersetzt von Pomponius Gauricus; In Aristotelis categorias (erweiterte Nachschrift des Johannes Philoponus = CAG XIII/i), übersetzt von Ioannes Baptista Rasarius. Frommann-Holzboog, Stuttgart-Bad Cannstatt 2002, ISBN 3-7728-1229-5 (Neudruck der Ausgaben Venedig 1539 und Venedig 1562 mit einer Einleitung der Herausgeber)
- Rainer Thiel, Gyburg Radke, Charles Lohr (Hrsg.): Ammonius Hermeae: Commentaria in Peri hermeneias Aristotelis, übersetzt von Bartholomaeus Sylvanus. Frommann-Holzboog, Stuttgart-Bad Cannstatt 2005, ISBN 3-7728-1232-5 (Neudruck der Ausgabe Venedig 1549 mit einer Einleitung der Herausgeber)